# Lorraine Ugen
Lorraine Ugen (née le 22 août 1991 à Londres) est une athlète britannique, spécialiste du saut en longueur.

## Biographie
Étudiante à la Texas Christian University à Fort Worth, elle remporte le titre NCAA en plein air 2013. Quatrième des championnats d'Europe espoirs, elle participe aux championnats du monde de Moscou mais ne franchit pas les qualifications en mordant ses trois tentatives. En 2014, elle termine cinquième des Jeux du Commonwealth avec 6,39 m.
Elle porte son record personnel à 6,92 m en mai 2015 à Doha. Elle se classe en août 5e des championnats du monde de Pékin avec 6,85 m.
Le 19 mars 2016, Ugen remporte la médaille de bronze lors des championnats du monde en salle de Portland avec une marque de 6,93 m, performance qui égale le record national de Katarina Johnson-Thompson de 2015. Elle est devancée par Brittney Reese (7,22 m) et la Serbe Ivana Spanovic (7,07 m).
Le 5 mars 2017, elle devient vice-championne d'Europe en salle à Belgrade avec 6,97 m, nouveau record national. Elle est battue par Ivana Španović (7,24 m, WL & NR). Lorraine Ugen ouvre sa saison le 17 mai 2017 à Baie-Mahault (Guadeloupe) où elle termine 2e avec 6,76 m, battue par Brittney Reese (6,98 m). Elle améliore sa performance lors du Prefontaine Classic de Eugene mais est toutefois battue par Brittney Reese (7,01, WL) et Tianna Bartoletta (6,83 m).
En avril 2018, Lorraine Ugen termine au pied du podium des Jeux du Commonwealth de Gold Coast avec 6,69 m, à seulement six centimètres de la médaille de bronze remportée par Shara Proctor. En fin de compétition, elle est appelée à la dernière minute pour prendre part au relais 4 x 100 m, alors qu'elle n'en a jamais fait de sa vie. Placée en dernière position du relais, elle résiste face à la double championne olympique de Rio de Janeiro Elaine Thompson pour remporter le titre en 42 s 46. Le 10 juin, à Stockholm, elle remporte son premier meeting de Ligue de diamant avec 6,85 m, battant aux essais l'Allemande Malaika Mihambo.
Le 30 juin à Birmingham, elle termine 5e des championnats du Royaume-Uni sur 100 m en 11 s 32, record personnel. Le lendemain, au saut en longueur, elle remporte le titre et dépasse pour la première fois la barrière des 7 mètres, qu'elle approche depuis 2015, en retombant à 7,05 m. Il s'agit de la seconde meilleure performance britannique de l'histoire derrière Shara Proctor (7,07 m) mais surtout de la meilleure performance mondiale de l'année.

## Palmarès
| Date | Compétition                        | Lieu                               | Résultat | Epreuve   | Marque  |
| ---- | ---------------------------------- | ---------------------------------- | -------- | --------- | ------- |
| 2013 | Championnats d'Europe espoirs      | Tampere                            | 4e       | Longueur  | 6,32 m  |
| 2014 | Jeux du Commonwealth               | Glasgow                            | 5e       | Longueur  | 6,39 m  |
| 2015 | Championnats du monde              | Pékin                              | 5e       | Longueur  | 6,85 m  |
| 2016 | Circuit mondial en salle de l'IAAF | Circuit mondial en salle de l'IAAF | 1re      | Longueur  | détails |
| 2016 | Championnats du monde en salle     | Portland                           | 3e       | Longueur  | 6,93 m  |
| 2016 | Jeux olympiques                    | Rio de Janeiro                     | 11e      | Longueur  | 6,58 m  |
| 2016 | Ligue de diamant                   | Ligue de diamant                   | 3e       | Longueur  | détails |
| 2017 | Championnats d'Europe en salle     | Belgrade                           | 2e       | Longueur  | 6,97 m  |
| 2017 | Championnats du monde              | Londres                            | 5e       | Longueur  | 6,72 m  |
| 2017 | Ligue de diamant                   | Ligue de diamant                   | 2e       | Longueur  | 6,65 m  |
| 2018 | Jeux du Commonwealth               | Gold Coast                         | 4e       | Longueur  | 6,69 m  |
| 2018 | Jeux du Commonwealth               | Gold Coast                         | 1re      | 4 x 100 m | 42 s 46 |
| 2018 | Coupe du monde                     | Londres                            | 1re      | Longueur  | 6,86 m  |
| 2018 | Championnats d'Europe              | Berlin                             | 9e       | Longueur  | 6,45 m  |
| 2018 | Ligue de diamant                   | Ligue de diamant                   | 6e       | Longueur  | 6,53 m  |
| 2019 | Ligue de diamant                   | Ligue de diamant                   | 5e       | Longueur  | 6,70 m  |
| 2022 | Circuit mondial en salle de l'IAAF | Circuit mondial en salle de l'IAAF | 1re      | Longueur  | 20 pts  |
| 2022 | Championnats du monde en salle     | Belgrade                           | 3e       | Longueur  | 6,82 m  |
| 2022 | Championnats du monde              | Eugene                             | 10e      | Longueur  | 6,53 m  |
| 2022 | Jeux du Commonwealth               | Birmingham                         | 5e       | Longueur  | 6,60 m  |

## Records
| Épreuve          | Épreuve   | Marque      | Lieu       | Date             |
| ---------------- | --------- | ----------- | ---------- | ---------------- |
| 100 m            | Plein air | 11 s 32     | Birmingham | 30 juin 2018     |
| Saut en longueur | Plein air | 7,05 m      | Birmingham | 1er juillet 2018 |
| Saut en longueur | En salle  | 6,97 m (NR) | Belgrade   | 5 mars 2017      |